# Simopteryx gygearia
Simopteryx gygearia är en fjärilsart som beskrevs av Walker 1860. Simopteryx gygearia ingår i släktet Simopteryx och familjen mätare. Inga underarter finns listade i Catalogue of Life.